# 帕维尔·米克什
帕维尔·米克什（捷克語：Pavel Mikeš，1950年7月27日—），捷克男子手球运动员。他曾代表捷克斯洛伐克国家队参加1972年和1976年夏季奥林匹克运动会手球比赛，其中1972年奥运会获得一枚银牌。